# Aaron Echolls
Aaron Echolls est un personnage fictif des deux premières saisons de la série télévisée Veronica Mars (2004-2006). Il est incarné par Harry Hamlin.

## Biographie
Aaron Echolls est un acteur très célèbre désormais au creux de la vague. Il est marié avec une actrice, Lynn Echolls et a deux enfants : Logan Echolls et Trina Echolls qu'il a adoptée. Coureur de jupons invétéré, on apprend au cours de la saison 1 qu'il a eu une liaison avec la petite amie de son fils Logan, Lilly Kane puis qu'il l'a tuée parce qu'elle devenait gênante pour lui. Arrêté grâce à Veronica Mars et à son travail acharné pour résoudre le meurtre de sa meilleure amie Lilly, Aaron est inculpé pour cet assassinat. Cependant grâce à son argent et à ses relations, il est relâché au cours de la saison 2. Mais sa liberté est de courte durée car s'il trouve le réconfort à sa sortie de prison dans les bras de Kendall Casablancas, il est ensuite tué par Clarence Widman, sur ordre de Duncan Kane, bien décidé à lui faire payer le meurtre de sa sœur.

## Anedcdotes
- L'acteur Harry Hamlin est marié à Lisa Rinna, qui joue Lynn Echolls dans la série.